# Bernard II du Kongo
Bernard II du Kongo (Nimi a Nkanga en kikongo et D. Bernardo II en portugais), roi du royaume du Kongo en 1614 déposé et mort en août 1615

## Règne
Bernardo II est le fils du roi Alvare du Kongo et le frère d'Alvare II. Né d'une épouse servile du roi Il est porté au trône en septembre 1614 par Dom Antonio da Silva, le duc de Mbamba.
Toutefois moins d'un an plus tard en août 1615 ce dernier le détrône alléguant son manque de respect pour la religion chrétienne. Il est remplacé par Alvare III du Kongo âgé de 20 ans qui est également le gendre du duc da Silva. Bernard II est immédiatement assassiné par son successeur qui craignait un « compétiteur à son sceptre  ». Le corps décapité de l'ancien souverain est inhumé par le clergé

## Voir
- Liste des Manikongo du Kongo

## Sources
- (en) Anne Hilton, The Kingdom of Kongo (Oxford Studies in African Affairs), Oxford, Clarendon Press of Oxford University Press, 1985 (ISBN 978-0-19-822719-9), p. 86-87 Fig 1.